# Obcharty
Obcharty (lit. Apkartai) – wieś na Litwie, zamieszkana przez 2 ludzi, w gminie rejonowej Ignalino, 10 km na północny zachód od Kozaczyzny.